# ABC 9000
O ABC 9000 (posteriormente comercializado pela Dataindustrier AB como DIAB DS-90) foi um servidor de rede multiusuário e multitarefa fabricado pela empresa sueca Luxor AB em 1985.

## Descrição
O ABC 9000 era equipado com uma UCP Motorola 68010 de 16/32 bits, 1 MiB de RAM, drives de 5" 1/4 ou 8", e HD de 20, 60 ou 120 MiB.
A máquina usava o SO ABCenix de seu predecessor (o ABC 1600). Quando a DIAB assumiu a produção, o ABCenix foi trocado por uma versão licenciada do Unix Versão 5 da AT&T, o DNIX.
A DIAB ainda lançou várias versões atualizadas do DS-90, antes de ser comprada pela francesa Bull Computer, em 1990.

## Características
- Memória:
  - ROM: ? KiB
  - RAM: 1 MiB–8 MiB
- Portas:
  - 1 saída para monitor de vídeo
  - 6 portas V24
- Armazenamento:
  - Fita streamer
  - Drives de 5" 1/4 ou 8"
  - HDs de 20, 60 ou 120 MiB